# 周霖故居
周霖故居，位于中国云南省丽江市古城区大研街道七一街关门口1号，建于民国三年（1914年）。
2011年3月9日，周霖故居公布为县级文物保护单位。